# Asansol
Asansol (o Asanol; bengalese আসানসোল) è una suddivisione dell'India, classificata come municipal corporation, di 486.304 abitanti, situata nel distretto di Bardhaman, nello stato federato del Bengala Occidentale. In base al numero di abitanti la città rientra nella classe I (da 100.000 persone in su); inoltre l'agglomerato urbano raggiunge 1.067.369 abitanti e ne fa la seconda città dello stato per popolazione dopo Calcutta.

## Geografia fisica
La città è situata a 23° 40' 60 N e 86° 58' 60 E e ha un'altitudine di 96 m s.l.m..

## Società

### Evoluzione demografica
Al censimento del 2001 la popolazione di Asansol assommava a 486.304 persone, delle quali 256.551 maschi e 229.753 femmine. I bambini di età inferiore o uguale ai sei anni assommavano a 51.110, dei quali 25.829 maschi e 25.281 femmine. Infine, coloro che erano in grado di saper almeno leggere e scrivere erano 352.930, dei quali 201.711 maschi e 151.219 femmine.